# Z2 (컴퓨터)
Z2는 1939년 콘라트 추제가 개발한 기계식 릴레이 컴퓨터이다. 이 컴퓨터는 Z1을 개선한 것으로, Z1와 거의 유사한 구조를 갖고 있다. 다만, 릴레이 회로를 이용하여 저장기관에 기록된 수나 프로그램을 제어할 수 있었다. 또한, Z1이 22비트 부동소수점 체계를 활용한 데 반해, Z2는 16비트 고정소수점 체계를 활용한 것도 차이점이다. Z2의 원형과 사진자료는 1943년 제2차 세계 대전 당시 베를린 공습으로 인하여 소실되었다.

## 기술 사양
| 프로세서의 동작 속도 | 5Hz                           |
| 산술 연산 체계       | 16비트 고정소수점             |
| 평균 계산 속도       | 1회의 가산 계산 시 0.8초 소요 |
| 릴레이의 수          | 600                           |
| 저장 용량            | 64글자                        |
| 전력소비량           | 1000와트                      |
| 무게                 | 300kg                         |

## 같이 보기
- 해석기관
- 차분기관
- Z1 (컴퓨터)
- Z3 (컴퓨터)
- Z4 (컴퓨터)